# 나시 칸다르

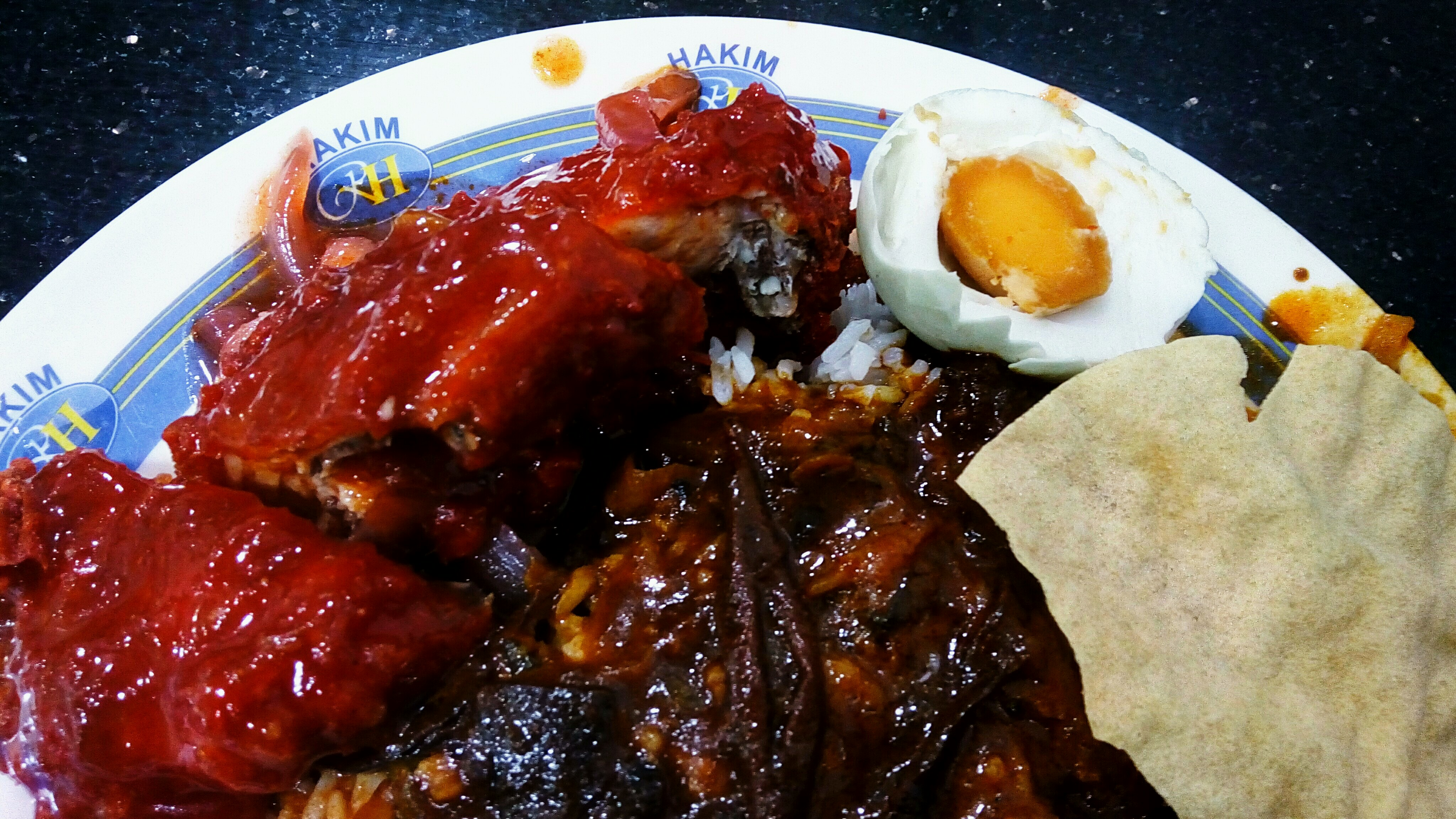
닭, 달걀, 파파담을 곁들인 나시 칸다르

나시 칸다르(Nasi kandar)는 말레이시아 요리로 피낭주에서 유래했는데 인도인 무슬림들에 의해 유명해졌다. 나시 칸다르는 찐 밥에 다양한 커리와 반찬들이 곁들여진 음식이다.